# All Media Guide

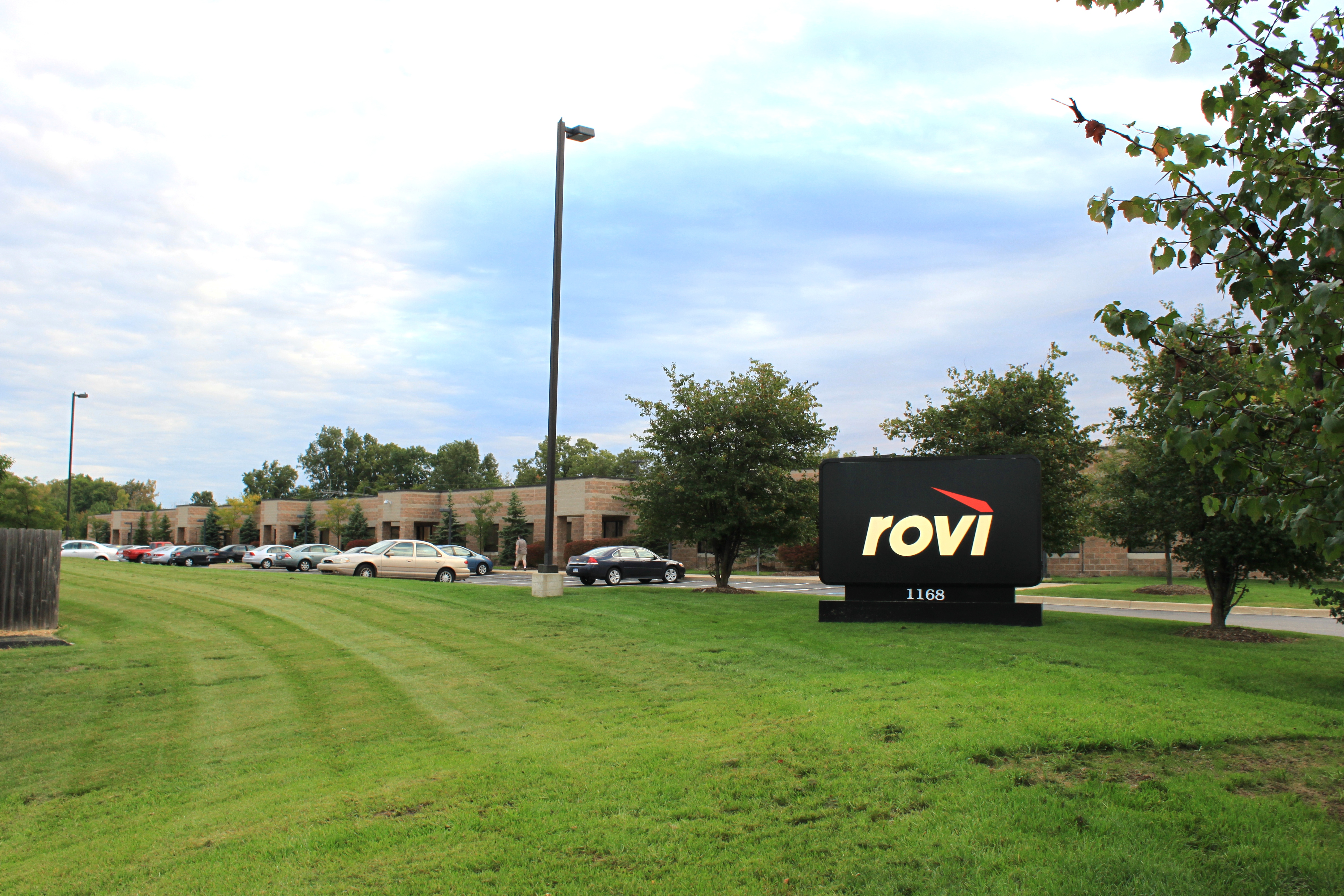
Az AMG irodái Ann Arborban

Az All Media Guide (gyakran AMG-ként rövidítve) az cég, amely az AllMusic, Allgame és Allmovie weboldalakat üzemelteti. Az AMG-t 1991-ben alapította Michael Erlewine vállalkozó.
A céget 1991-ben alapították a michigani Big Rapidsben, annak érdekében, hogy egy átfogó archívumot alakítson ki a zenei piacról. Az AMG 1999-ben Ann Arborba helyezte át székhelyét. Az AMG 2005 elejéig az Alliance Entertainment Corporation tagja volt, amikor a Yucaipa Companies, egy kaliforniai több milliárd dolláros tőkével rendelkező alapítvány megszerezte az AMG tulajdonjogát. A Macrovision (ma Rovi) 2007. november 6-án bejelentette, hogy megegyeztek az All Media Guide felvásárlását illetően. A cég összes weblapját a Rovi névszerei kezelik.
Az AMG nagy adatbázist hozott létre filmek, videojátékok, hangoskönyvek és zenei kiadványok metaadatából. Ezen adatbázisokat több tízezer üzlet használja világszerte, emellett több médialejátszó CD és DVD felismerő beépülői is ezen adatbázisokra építenek.

## Termékek

### Lasso
2004 végén az AMG elindította a LASSO nevű termékét. Az AMG LASSO egy médiafelismerő szolgáltatás, amely CD-k, DVD-k, és olyan digitális hangfájlok, mint az MP3, az Ogg, az AAC vagy a WMA fájlok felismerésére képes. Amint a média beazonosításra került a rendszer az AMG zenei vagy filmes adatbázisából letölti annak metaadatát. A LASSO szoftverfejlesztési csomagja (SDK) elérhető a fejlesztők részére, míg beágyazott változata fogyasztói eszközök gyártói számára.
Egyéb termékek:
| A termék neve  | Leírás                                                 |
| -------------- | ------------------------------------------------------ |
| Tapestry       | Zenei gyűjteményeket lehet vele rendszerezni.          |
| Data Licensing | Kereskedelmi adatlicencelés a cég három adatbázisából. |
| SonicGuide     | Zenei mintavételező eszköz.                            |